# Малиновараккское сельское поселение
Малиновара́ккское сельское поселение — муниципальное образование в составе Лоухского района Республики Карелия Российской Федерации. Административный центр — посёлок Малиновая Варакка.
В посёлке Приморский (на берегу пролива Великая Салма Кандалакшского залива) находится Беломорская биологическая станция им. Н. А. Перцова биологического факультета Московского государственного университета им. М. В. Ломоносова (ББС МГУ).

## Население
| 2009 | 2010 | 2012 | 2013 | 2014 | 2015 | 2016 |
| ---- | ---- | ---- | ---- | ---- | ---- | ---- |
| 902  | ↘631 | ↘562 | ↘519 | ↘483 | ↘444 | ↘403 |
| 2017 | 2018 | 2019 | 2020 | 2021 | 2023 |      |
| ↘390 | ↘366 | ↘343 | ↘312 | ↗382 | ↘358 |      |

## Населённые пункты
В состав сельского поселения входит 12 населённых пунктов:
| №  | Населённый пункт  | Тип населённого пункта  | Население |
| -- | ----------------- | ----------------------- | --------- |
| 1  | Карельский        | посёлок                 | ↘3        |
| 2  | Кереть            | железнодорожная станция | ↘7        |
| 3  | Котозеро          | железнодорожная станция | →0        |
| 4  | Малиновая Варакка | посёлок                 | ↘225      |
| 5  | Нижняя Пулонга    | деревня                 | ↘40       |
| 6  | Нильмогуба        | деревня                 | ↘7        |
| 7  | Нильмозеро        | деревня                 | →0        |
| 8  | Полярный Круг     | железнодорожная станция | ↘7        |
| 9  | Приморский        | посёлок                 | →0        |
| 10 | Тэдино            | посёлок                 | ↘162      |
| 11 | Хетоламбина       | посёлок                 | ↘59       |
| 12 | Чёрная Река       | деревня                 | ↘9        |